# Homem Montanhês
Homem Montanhês refere-se a uma tetralogia de documentários de longa-metragem de Ricardo Costa sobre a vida de populações rurais em regiões  montanhosas de Portugal, no Alto Douro, Alto Trás-os-Montes e Beira Baixa, feita em co-produção com a Rádio Televisão Portuguesa (RTP), destinada não só ao pequeno ecrã mas também ao circuito cinematográfico, por força das circunstâncias bastante mais limitado. 
A série é toda ela concebida em narrativa não linear (i.e. não sujeita a uma ordem cronológica). 
O primeiro filme da tetralogia é Castro Laboreiro, filmado na vila homónima de Castro Laboreiro. O segundo, Pitões, Aldeia do Barroso, é filmado na aldeia de Pitões das Júnias. O terceiro, Longe é a Cidade, é um retrato do quotidiano das gentes da Moimenta, aldeia fronteiriça com a Galiza, próxima de Vinhais e a cerca de cinquenta quilómetros de Bragança. O quarto, Ao Fundo desta Estrada, centra-se em Videmonte na Beira Baixa, a pouco mais de trinta quilómetros da cidade da Guarda. Os dois primeiros foram exibidos em seis partes na RTP2, entre 16 de outubro e 20 de novembro de 1979, às terças-feiras, às 21 horas, antes do "Informação 2".

## Temática
A série reproduz realidades sociais e culturais recentemente extintas ou em vias de extinção, conforme a menor ou maior permeabilidade de cada uma dessas regiões ao progresso tecnológico e económico consequente da revolução industrial iniciada no século XIX, que atingiu o território português com considerável atraso, em comparação com os países do norte e do centro da Europa. 
Em Portugal mantiveram-se nos territórios mais remotos práticas de economia de subsistência e, a partir da década de sessenta, o fenómeno da emigração masculina acentuou-se dramaticamente, ao ponto de só crianças, velhos, e mulheres (designadas como "viúvas de vivos"  ) passarem a ser os únicos habitantes dessas aldeias. Cientes da particularidade de factos como estes e da necessidade de os darem a conhecer ao mundo, vários cineastas portugueses decidiram investir o seu trabalho nestas regiões, quer por motivos ideológicos quer pela consciência de que o saber milenar de tais populações teria de ser preservado por um imperativo ético, que se resume na prática da etnografia de salvaguarda, que distingue o cinema português de outras cinematografias suas contemporâneas.   